# چیپله
چیپله (به لاتین: Trzypole) یک روستای لهستان در لهستان است که در Gmina Cedynia واقع شده‌است.